# Фіагдонське сільське поселення (Алагирський район)
Фіагдонське сільське поселення — муніципальне утворення в Алагирському районі Республіки Північна Осетія — Аланія Російської Федерації.
Адміністративний центр — селище Верхній Фіагдон.

## Історія
Статус і межі сільського поселення встановлені Законом Республіки Північна Осетія-Аланія від 3 липня 2018 року № 11-рз «Про встановлення меж муніципального утворення Алагирський район, наділення його статусом муніципального району, утворення в його складі муніципальних утворень — міських і сільських поселень та встановлення їх меж»

## Склад сільського поселення
- Барзикау[ru]
- Верхній Фіагдон[ru]
- Гулі[ru]
- Даллагкау[ru]
- Дзивгіс[ru]
- Дзуарікау[ru]
- Кадат[ru]
- Лац[ru]
- Урікау[ru]
- Харисджин
- Хідикус[ru]
- Цимиті[ru]